# 秋月城 (紀伊国)
秋月城（あきづきじょう）は、紀伊国、現在の和歌山県和歌山市にあった日本の城。

## 概要
延徳年間（1489 - 1492年）に国造紀俊連が日前神宮・國懸神宮保護のために築き、飯垣周防守に守らせたと言われるが、文明年間（1469 - 1487年）の築城という説もある。
戦国時代には太田党の支城として役割を果たしたが、1585年（天正13年）の豊臣秀吉の紀州攻めにより廃城となる。
城は平城。和歌山県道145号（通称宮街道）が横切っているため、城址はほとんど残っていない。わずかに曲輪と堀跡がわかる程度。規模は東西20メートル、南北54メートル。